# Thao Suranari

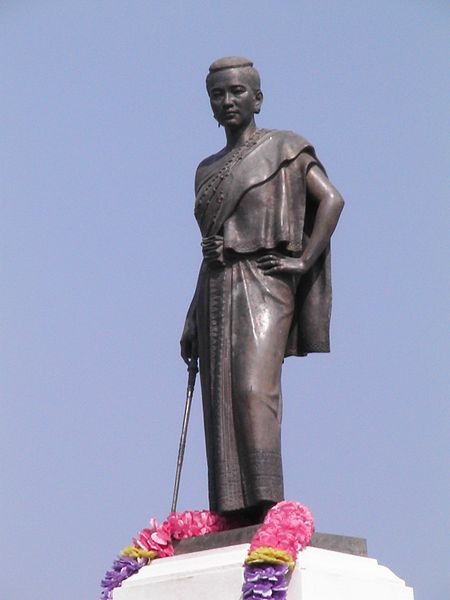
Statue der Thao Suranari in Nakhon Ratchasima (Korat)

Thao Suranari (Thai: ท้าวสุรนารี, Aussprache: [táːw sùʔráʔnaːriː]; * 1772; † 1852) war die Ehefrau des Gouverneurs von Nakhon Ratchasima (Korat). Sie soll nach einer in Thailand verbreiteten Darstellung einen entscheidenden Beitrag zur Niederschlagung des Aufstandes des laotischen Königs Anuvong 1826 geleistet haben. In Korat wird sie als Lokalheldin verehrt.

## Leben
Mit 25 Jahren heiratete sie den Gouverneur (oder Festungskommandanten) von Korat. Ihr eigentlicher Name war Khun Ying Mo. Der vorangestellte Titel Khun Ying ist ein vom König verliehener Ehrentitel. Der Name Thao Suranari („Tapfere Dame“) wurde ihr später, zur Würdigung ihrer Beteiligung an der Niederschlagung des laotischen Aufstandes, von König Rama III. verliehen.

## Legende
Als der tributpflichtige König Anuvong von Vientiane 1826 mit seinen Truppen die Stadt eroberte und die Soldaten der Festung gefangenhielt, soll Thao Suranari mit anderen Frauen ein Trinkgelage außerhalb der Stadt veranstaltet und anschließend die betrunkenen Soldaten angegriffen haben. Nach einem Monat konnten so die Laoten vertrieben werden. (Siehe auch Geschichte von Wat Benchamabophit)

## Verehrung

Das Denkmal für Thao Suranari ist das Wahrzeichen von Korat

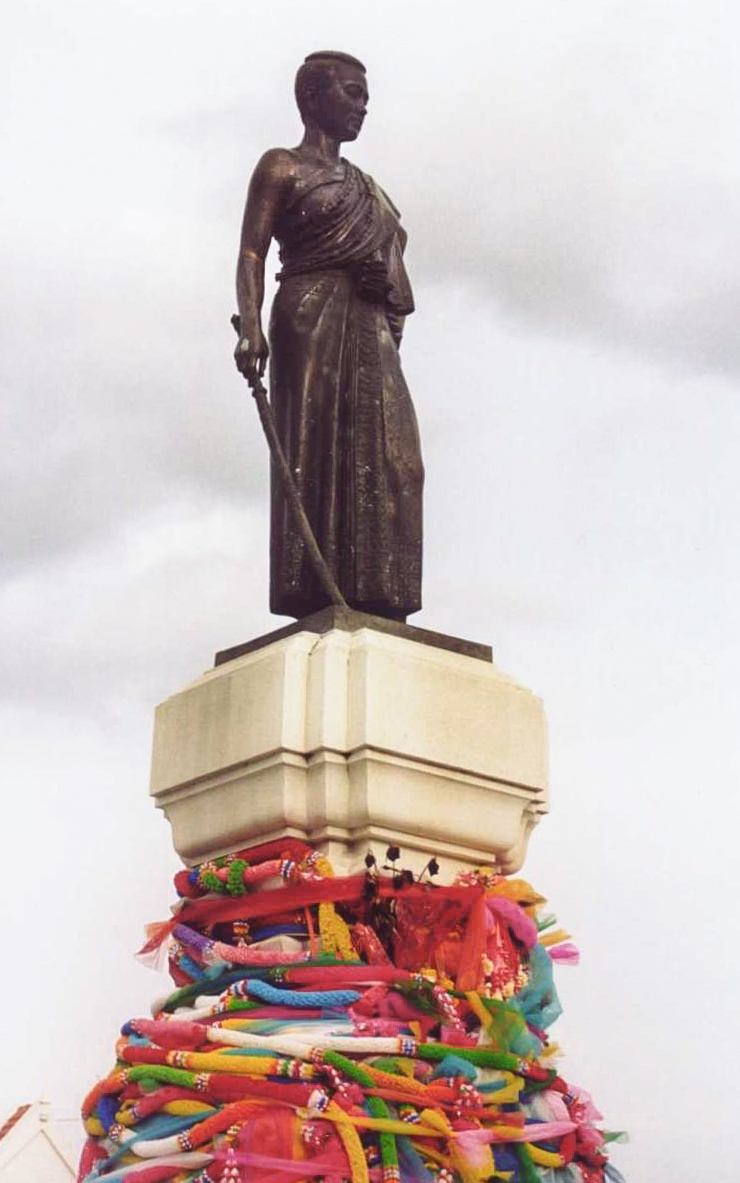
Das Denkmal der Lokalheldin wird von Einwohnern täglich mit Blumen und Kränzen geschmückt.

Bis in die 1930er-Jahre wurde Thao Suranari in historischen Aufzeichnungen nur kurz und vage erwähnt. 1932 unternahm eine Gruppe von Militärs und Intellektuellen, die sich „Volkspartei“ (khana ratsadon) nannte, einen Staatsstreich, der die absoluten Monarchie beendete. Die neuen Machthaber hatten den Anspruch, das Land zu modernisieren und demokratisieren. Sie waren bestrebt, die Rolle von Bürgerlichen und von Frauen in der Geschichtsschreibung aufzuwerten. So wurde die Geschichte der Thao Suranari von dem nationalistischen Schriftsteller und Ideologen Wichitwathakan ausgeschmückt und popularisiert. Der in Italien geborene und mit dem Regime verbundene Bildhauer Silpa Bhirasri (eigentlich Corrado Ferroci) erhielt den Auftrag, eine Statue zu schaffen. Sie steht seit dem 5. Januar 1934 vor dem alten Stadttor (Pratu Chumphon - ประตูชุมพล) von Korat. Das Denkmal ist ohne Sockel 1,85 m hoch.
Thao Suranari wird von der Bevölkerung von Korat als Ya Mo (ย่าโม, „Großmutter Mo“) wie eine Heilige verehrt. Ihr zu Ehren wird jedes Jahr Ende März/Anfang April ein 10-tägiges Fest, die „Thao Suranari Fair“ gefeiert.

## Kritik
Von Seiten der laotischen Geschichtswissenschaft bestehen seit langem Zweifel an der historischen Richtigkeit der in Thailand verbreiteten Darstellung der Rolle der Thao Suranari. 1995 schrieb jedoch eine thailändische Geschichtsstudentin an der Thammasat-Universität, Saipin Kaewngamprasert ihre Master-Arbeit unter dem Titel The Images of Thao Suranaree in Thai History (später als Buch unter dem Titel The Politics of the Thao Suranari Monument veröffentlicht). Darin setzte sie sich kritisch mit der Heroisierung der Figur auseinander. 
Nach ihrer Darstellung haben die nationalistischen Ideologen der 1930er-Jahre aus einer bloßen Lokalheldin eine nationale Kultfigur gemacht. Die historisch eigentlich unbedeutende Figur sei aus politischen Erwägungen ausgewählt und glorifiziert worden. Die politischen Erfordernisse nach der Machtübernahme der „Volkspartei“ und der Niederschlagung der royalistischen Boworadet-Rebellion im Oktober 1934 haben laut Saipin die historische Darstellung der Rolle von Thao Suranari bei der Unterdrückung des laotischen Aufstands von Jao Anouvong 1826 geprägt. Das politische Kalkül hinter der Errichtung des Denkmals und der Förderung des Suranari-Kults sei die Sicherung der Loyalität der Bevölkerung von Korat gewesen.
Thailändische Nationalisten und Bürger von Korat, die Thao Suranari verehrten, reagierten aufgebracht. Viele waren missinformiert und glaubten, dass Saipin behauptet hätte, Thao Suranari hätte nie gelebt. Im März 1996 fand in Korat ein Protestzug von 50.000 Menschen statt. Letztendlich wurde das Buch in Thailand verboten.
Im Jahr 2001 plante der thailändische Filmemacher Pisan Akaraseni ein Historiendrama über die Geschichte der Thao Suranari. Es kam zu erheblichem Protest von laotischer Seite. Dort wurde behauptet, die Geschichte sei nur zu politischen Zwecken erfunden wurden. Das Projekt wurde letztlich abgesagt.

## Weiterführende Literatur
- Charles F. Keyes: National Heroine or Local Spirit? The Struggle over Memory in the Case of Thao Suranari of Nakhon Ratchasima. In: Cultural Crisis and Social Memory. Modernity and Identity in Thailand and Laos. University of Hawai’i Press, Honolulu 2002, ISBN 978-0-8248-2603-1, S. 113–136.